# Erythrina sousae
Erythrina sousae är en ärtväxtart som beskrevs av Krukoff och Rupert Charles Barneby. Erythrina sousae ingår i släktet Erythrina och familjen ärtväxter. Inga underarter finns listade i Catalogue of Life.